# Doina Ciurea
Doinea Ciurea (n. 20 februarie 1938, Constanța, România – d. 1999, București, România) a fost o autoare, critic literar, eseistă, îngrijitoare de volume, poetă și scriitoare română. La București urmează Școala elementară, liceul, iar în perioada 1952-1954 urmează cursurile Școlii de Literatură „Mihai Eminescu” (1952-1954). În 1957 a absolvit Facultatea de Filologie a Universității din București. A fost căsătorită cu poetul Nichita Stănescu din 6 iunie 1962 până în 1981 însă, se despart în fapt în 1965 și de drept în 1981. În 27 decembrie 1975, deși despărțiți în fapt, Nichita a vizitat-o acasă și i-a oferit, cu dedicație, un exemplar din volumul Starea poeziei, abia tipărit: „Doinei, inefabilei, această carte care ar fi trebuit să-mi justifice viața și, vai, dacă viața mea o justifică pe ea, cu melancolie și cu o reverență, Nichita, în 1975.” Povestea lor de dragoste de peste zece ani ar fi fost sursa de inspirație a poetului pentru scrierea poeziilor din volumul O viziune a sentimentelor.
A debutat editorial, în 1969, cu volumul de schițe Dialog despre eroare.

## Opere
- O lacrimă de privit , editura Cartea Românescă, 1970
- Descifrări, beletristică și critică, editura Cartea Românescă, 1977
- Neliniștitul iunie, beletristică și critică, editura Cartea Românescă, 1979
- Ion Ion, roman, editura Cartea Românescă, 1991, ISBN 978-9732302187
- Argotice - Cântece la drumul mare, versuri de Nichita Stănescu, ediție îngrijită de Doina Ciurea, Editura Românul, 1992, ISBN 978-9739513456
- Procesul Ovidiu, un scenariu radiofonic de Doina Ciurea (se poate asculta aici[nefuncțională]
)